# Tanaka Hiromasa
Hiromasa Tanaka (sinh ngày 18 tháng 4 năm 1995) là một cầu thủ bóng đá người Nhật Bản.

## Sự nghiệp câu lạc bộ
Hiromasa Tanaka đã từng chơi cho Fagiano Okayama.